# Embaixada do Brasil em Bogotá
A Embaixada do Brasil em Bogotá é a missão diplomática brasileira da Colômbia. A missão diplomática se encontra no endereço, Calle 93, NR 14-20, Piso 8, Bogotá, Colômbia.